# USS Moray (SS-300)
USS Moray (SS/AGSS-300) là một  tàu ngầm lớp Balao từng phục vụ cùng Hải quân Hoa Kỳ trong Chiến tranh Thế giới thứ hai. Nó là chiếc tàu chiến duy nhất của Hải quân Hoa Kỳ được đặt cái tên này, theo tên họ Cá lịch biển. Nó đã phục vụ trong giai đoạn cuối cùng Thế Chiến II, chỉ kịp thực hiện một chuyến tuần tra duy nhất trước khi được cho ngừng hoạt động vào năm 1946. Đang khi trong thành phần dự bị, nó được xếp lại lớp như một tàu ngầm phụ trợ AGSS-300 vào năm 1962, nhưng không bao giờ hoạt động trở lại, và cuối cùng bị đánh chìm như một mục tiêu ngoài khơi Nam California vào năm 1970. Moray được tặng thưởng một Ngôi sao Chiến trận do thành tích phục vụ trong Thế Chiến II.

## Thiết kế và chế tạo
Thiết kế của lớp Balao được cải tiến dựa trên  tàu ngầm lớp Gato dẫn trước, là một kiểu tàu ngầm hạm đội có tốc độ trên mặt nước cao, tầm hoạt động xa và vũ khí mạnh để tháp tùng hạm đội chiến trận. Khác biệt chính so với lớp Gato là ở cấu trúc lườn chịu áp lực bên trong dày hơn, và sử dụng thép có độ đàn hồi cao (HTS: High-Tensile Steel), cho phép lặn sâu hơn đến 400 ft (120 m). Con tàu dài 311 ft 9 in (95,02 m) và có trọng lượng choán nước 1.526 tấn Anh (1.550 t) khi nổi và 2.424 tấn Anh (2.463 t) khi lặn. Chúng trang bị động cơ diesel dẫn động máy phát điện để cung cấp điện năng cho bốn động cơ điện, đạt được công suất 5.400 shp (4.000 kW) khi nổi và 2.740 shp (2.040 kW) khi lặn, cho phép đạt tốc độ tối đa 20,25 hải lý trên giờ (37,50 km/h) và 8,75 hải lý trên giờ (16,21 km/h) tương ứng. Tầm xa hoạt động là 11.000 hải lý (20.000 km) khi đi trên mặt nước ở tốc độ 10 hải lý trên giờ (19 km/h) và có thể hoạt động kéo dài đến 75 ngày.
Tương tự như lớp Gato dẫn trước, lớp Balao được trang bị mười ống phóng ngư lôi 21 in (530 mm), gồm sáu ống trước mũi và bốn ống phía phía đuôi tàu, chúng mang theo tối đa 24 quả ngư lôi. Vũ khí trên boong tàu gồm một hải pháo 4 inch/50 caliber, một khẩu pháo phòng không Bofors 40 mm nòng đơn và một khẩu đội Oerlikon 20 mm nòng đôi, kèm theo hai súng máy .50 caliber. Trên tháp chỉ huy, ngoài hai kính tiềm vọng, nó còn trang bị ăn-ten radar SD phòng không và SJ dò tìm mặt biển. Tiện nghi cho thủy thủ đoàn bao gồm điều hòa không khí, thực phẩm trữ lạnh, máy lọc nước, máy giặt và giường ngủ cho hầu hết mọi người, giúp họ chịu đựng cái nóng nhiệt đới tại Thái Bình Dương cùng những chuyến tuần tra kéo dài đến hai tháng rưỡi.
Moray được đặt lườn tại xưởng tàu của hãng Cramp Shipbuilding Co. ở Philadelphia, Pennsylvania vào ngày 21 tháng 4, 1943. Nó được hạ thủy vào ngày 14 tháng 5, 1944, được đỡ đầu bởi bà Styles Bridges, phu nhân Thượng nghị sĩ Styles Bridges của bang New Hampshire, và được cho nhập biên chế cùng Hải quân Hoa Kỳ vào ngày 26 tháng 1, 1945 dưới quyền chỉ huy của Hạm trưởng, Thiếu tá Hải quân Frank Lloyd Barrows.

## Lịch sử hoạt động
Khởi hành từ Philadelphia vào ngày 31 tháng 1, 1945, Moray đi đến Căn cứ Tàu ngầm Hải quân New London tại New London, Connecticut vào ngày hôm sau để chạy thử máy huấn luyện. Nó mắc tai nạn va chạm với chiếc sà lan chở than Annapolis trong đêm 17 tháng 2, khiến chiếc sà lan bị đắm nhưng ba thành viên thủy thủ đoàn được cứu vớt an toàn. Sau khi hoàn tất việc chạy thử máy tại đây và ngoài khơi Newport, Rhode Island, nó cùng tàu ngầm chị em Carp (SS-338) và tàu hộ tống khu trục Gillette (DE-681) rời New London vào ngày 14 tháng 4 để đi sang Balboa, Panama, đến nơi vào ngày 25 tháng 4. Tiếp tục hành trình vào ngày 5 tháng 5, nó cùng Carp, Runner (SS-476) và Woodford (AKA-86) đi đến Trân Châu Cảng vào ngày 21 tháng 5, và tiếp tục được huấn luyện trước khi khởi hành vào ngày 7 tháng 6 để đi sang quần đảo Mariana, đi đến Saipan vào ngày 20 tháng 6.
Khởi hành từ Saipan cho chuyến tuần tra đầu tiên vào ngày 27 tháng 6, Moray hoạt động trong thành phần một đội tấn công phối hợp "Bầy sói" vốn bao gồm các tàu ngầm Carp, Sea Poacher (SS-406), Angler (SS-240), Cero (SS-225) và Lapon (SS-260). Đi đến ngoài khơi Tokyo vào ngày 1 tháng 7, "Bầy sói" làm nhiệm vụ tìm kiếm và giải cứu hỗ trợ cho chiến dịch không kích của các tàu sân bay, và từ ngày 9 đến ngày 9 tháng 7, Moray đã phục vụ như cột mốc tại khu vực Đông Nam đảo Honshū chuẩn bị cho hoạt động bắn phá của Đệ Tam hạm đội xuống chính quốc Nhật Bản.
Vào ngày 10 tháng 7, Moray phối hợp cùng tàu ngầm chị em Kingfish (SS-234) tấn công một đoàn tàu vận tải ngoài khơi Kinkazan, Honshū; ngư lôi do nó phóng ra đã đánh trúng tàu săn cá voi Fumi Maru số 6 {361 tấn}. Nó không bắt gặp mục tiêu nào khác, nên chuyển sang tuần tra tại khu vực quần đảo Kuril từ ngày 16 tháng 7, rồi kết thúc chuyến tuần tra khi quay trở về Midway vào ngày 6 tháng 8. Nó vẫn đag được tái trang bị tại Midway khi Nhật Bản chấp nhận đầu hàng vào ngày 15 tháng 8, giúp chấm dứt vĩnh viễn cuộc xung đột.
Lên đường vào ngày 1 tháng 9 để quay trở về Hoa Kỳ, Moray về đến San Francisco, California vào ngày 11 tháng 9. Nó được đại tu tại Xưởng hải quân Mare Island để chuẩn bị ngừng hoạt động, rồi được cho xuất biên chế vào ngày 12 tháng 4, 1946, và được đưa về Hạm đội Dự bị Thái Bình Dương vào tháng 1, 1947. Đang khi trong thành phần dự bị, nó được xếp lại lớp như một "tàu ngầm nghiên cứu phụ trợ" với ký hiệu lườn AGSS-300 vào ngày 1 tháng 12, 1962. Tên nó được cho rút khỏi danh sách Đăng bạ Hải quân vào ngày 1 tháng 4, 1967, và con tàu bị đánh chìm như một mục tiêu thử nghiệm ngư lôi ngoài khơi San Clemente, California vào ngày 18 tháng 6, 1970.

## Phần thưởng
Moray được tặng thưởng một Ngôi sao Chiến trận do thành tích phục vụ trong Thế Chiến II.
|  |             |  |
|  | Bronze star |  |

| Dãi băng Hoạt động Tác chiến  |                                                                         |                                      |
| Huân chương Chiến dịch Hoa Kỳ | Huân chương Chiến dịch Châu Á-Thái Bình Dương với 1 Ngôi sao Chiến trận | Huân chương Chiến thắng Thế Chiến II |